# كأس لاتينا 1951

كانت كأس لاتينا عام 1951 هي النسخة الثالثة من كأس كأس لاتينا ، وأقيمت في ميلانو وتورينو في يونيو 1951 .
في هذه النسخة ، تم استبدال نادي نيس ، بطل فرنسا ، الذي اختار بطولة كوبا ريو في نفس الوقت ، بالوصيف نادي ليل . بدلاً من ذلك ، اتخذ ميلان الخيار المعاكس تمامًا ، الذي فضل هذا الحدث من خلال استبداله في الآخر من قبل يوفنتوس . بدلاً من ذلك ، خضع بطل الدوري البرتغالي سبورتينغ لشبونة لجولة حقيقية ، حيث لم يرغب في تفويت أي من الاشتباك.